# Río Bravo (Zulia)
El río Bravo es un afluente del río Catatumbo y nace de la denominada Laguna Negra, en el Estado Zulia, teniendo una extensión de 70 kilómetros hasta desembocar en el Lago de Maracaibo. Cercano al nacimiento de este afluente. 
En la actualidad, el Río Negro se ha convertido en un importante cauce de drenaje de todas las tierras y ciénagas que se encuentran en el lugar, así como también es zona de influencia del ecosistema proveniente del relámpago del Catatumbo. Ha perdido su caudal propio degradando su biodiversidad y limitando el tránsito lacustre por su zona de influencia.
Es importante señalar que se ha evaluado la posibilidad de restaurar el cauce a su origen primario, esto a petición de los habitantes cercanos a sus riberas, debido a que las zonas aledañas han presentado deterioro con el paso de los años, puesto que el afluente fue cerrado en 1996. Esta apertura del cauce natural a su vez se busca inyectar agua al Congo Mirador, pueblo palafito que se resiste a morir producto de la sedimentación que llega a través de picada por la acción del río Catatumbo.